# William de Corbeil
William de Corbeil, italianizzato in Guglielmo di Corbeil (Corbeil-Essonnes, 1070 circa – Canterbury, 21 novembre 1136), è stato un arcivescovo cattolico normanno, arcivescovo di Canterbury dal 1123 al 1136.

## Biografia

### Inizi
William nacque probabilmente a Corbeil-Essonnes, come indica il suo "cognome", un villaggio non lontano dalla Senna e da Parigi attorno al 1070. Mandato a studiare a Laon dove ebbe come insegnante Anselmo di Laon, noto esponente della corrente filosofica della Scolastica e teologo. È noto che William insegnò per un certo periodo a Laon, ma del resto della sua giovinezza non si sa nulla, quel che si conosce della sua famiglia è che aveva due fratelli Ranulph ed Helgot che appaiono come testimoni sui suoi documenti.
William andò quindi a servizio del vescovo di Durham Rainulfo Flambard in veste di chierico e fu presente alla traslazione delle spoglie di San Cuthbert nel 1104. Il suo nome appare piuttosto in alto nella lista di coloro che presenziarono all'evento il che suggerisce che dovesse avere una posizione importante nel seguito del vescovo. Tuttavia in appendice al suo nome c'è la frase successivamente arcivescovo, che fa pensare che la sua inclusione possa essere un'interpolazione successiva. William fu anche l'insegnante dei figli di Flambard fra il 1107 e il 1109 e in data sconosciuta venne trasferito a Canterbury. Fra il 1107 e il 1112 si recò anche a Laon, dove assistette alle lezioni di Anselmo e dal 1116 lo si trova al servizio di Ralph d'Escures, l'allora arcivescovo di Canterbury, con il quale andò a Roma l'anno seguente in merito alla disputa insorta con Thurstan, Arcivescovo di York, il quale non accettava il primato della sede di Canterbury.
Nel 1118 William entrò nell'Ordine di Sant'Agostino, che aveva un convento presso il priorato della Santa Trinità di Aldgate, una casa più di canonici che di monaci.
Successivamente William divenne priore di St Osyth nell'Essex, consacrato da Richard de Beaumis (morto nel 1127), vescovo di Londra nel 1121.

### L'elezione ad arcivescovo
Dopo la morte di Ralph d'Escures nel 1122 Enrico I d'Inghilterra decise di indire libere elezioni, così che il nuovo primate potesse essere eletto fra i più grandi uomini del regno, secolari o ecclesiastici. I monaci del capitolo della cattedrale e i vescovi furono in completo disaccordo su chi dovesse essere eletto. I secondi insistettero sul fatto che il nuovo arcivescovo non dovesse essere un chierico (quindi un ecclesiastico non appartenente a un ordine monastico), mentre i membri del capitolo, oltre a volere anch'essi un monaco, asserivano vivacemente che solo a loro spettasse il diritto di eleggere l'arcivescovo. In quel momento solo due vescovi erano monaci, Ernulf (1040-15 marzo 1124), vescovo di Rochester e Serlo (morto il 27 ottobre 1123), Vescovo di Sèez, e che a parte Anselmo d'Aosta, Ralph d'Escures ed Ernulf nessun altro monaco era stato eletto vescovo in Inghilterra o in Normandia fin dal 1091, poiché in tempi più recenti si erano preferiti i chierici. Enrico si schierò al fianco dei vescovi e disse ai monaci che avrebbero potuto scegliere un arcivescovo da una lista che i vescovi stessi gli avrebbero fornito. A sorpresa nessuno di coloro che vennero nominati era un monaco.
Fra il 2 e il 4 febbraio William venne scelto dai monaci del capitolo quale nuovo arcivescovo, i nomi degli altri tre non sono noti. La scelta di William appare un compromesso, certo non era un monaco, ma era almeno un canonico, egli fu per altro il primo agostiniano a divenire Arcivescovo.

### La disputa fra Canterbury e York
William, come gli arcivescovi che l'avevano preceduto fin dai tempi di Lanfranco di Canterbury, mantenne il primato dell'arcivescovado di Canterbury sopra ogni altra diocesi o arcidiocesi inglese inclusa quella di York. L'arcivescovo di York, Thurstan, rifiutò di consacrarlo quando William rivendicò il primato tanto che alla fine la sua consacrazione fu officiata da un vescovo "sostituto" il 18 febbraio 1123. I papi precedenti si erano solitamente schierati con York e anche Pasquale II, Gelasio II e Callisto II avevano seguito la stessa strada. Lo stesso Callisto aveva consacrato Thurstan contro il volere di Enrico e dell'arcivescovo di Canterbury che desideravano la sua sottomissione prima di ricevere la consacrazione.
Dopo essere giunto a Roma per ricevere il proprio pallio, William scoprì che Thurstan l'aveva preceduto per contestare la sua elezione presso il pontefice, presentando quattro precise obiezioni. William era stato eletto presso la corte del re, il capitolo era stato in un qualche modo forzato, la sua consacrazione non era valida perché egli si era rifiutato di compierla e infine l'arcivescovo doveva essere un monaco perché il primo arcivescovo Agostino di Canterbury, lo era stato oltre ad essere stato uno dei pilastri fondatori delle diocesi inglesi. Enrico I e il genero Enrico V di Franconia pregarono il papa di soprassedere sulle irregolarità della sua elezione con la condizione che William si sarebbe sottomesso a ogni richiesta del pontefice. Alla fine della visita il papa si rifiutò di accogliere la supremazia di Canterbury e dismise anche tutto il capitolo della cattedrale, agendo come i suoi predecessori, Callisto si schierò a fianco di York senza compromettersi molto con lo scopo di conservare la supremazia papale. Per altro William al suo ritorno in patria s'insediò senza problemi il 22 luglio 1123.
Nel 1125 papa Onorio II spedì il proprio legato Giovanni da Crema (morto prima del 27 gennaio 1137) e fu negoziato un compromesso che permise all'arcidiocesi di York di sovrintendere alle diocesi di Bangor, Chester e St. Asaph in cambio della verbale sottomissione di Thurstan e quella scritta dei suoi successori. Questa soluzione venne rigettata dal papa che forse temeva di veder compromessa la propria supremazia e studiò una nuova soluzione: nominò William legato papale in Inghilterra nel 1126. In questo modo William aveva il primato su ogni altro ecclesiastico del paese, ma non solo restava dipendente dal papa, ma, quando questi fosse morto, l'accordo sarebbe venuto meno. Questo accordo non fece altro che procrastinare il problema, giacché né William né Thurstan erano disposti a cedere.

## Arcivescovo
Nel 1125, 1127 e 1129 si tennero dei concili a Westminster, gli ultimi due voluti da William stesso. Il primo, tenuto sotto la direzione di Giovanni da Crema, proibì l'acquisto di sacramenti, la simonia e l'eredità dei benefici ecclesiastici. Giovanni non era giunto in Inghilterra solo per mettere pace fra i due arcivescovi, ma anche per pubblicizzare i decreti del Concilio Lateranense I del 1123, cui non avevano partecipato né William né Thurstan. Oltre alla proibizione dell'ereditarietà delle prebende, un vero motivo di costernazione per la Chiesa, fu proibita la presenza delle donne nelle case degli ecclesiastici, a meno che non fossero loro parenti. Il concilio del 1127 proibì l'acquisto di benefici, cariche o posti in monastero, fu inoltre decretato che ogni ecclesiastico che si fosse rifiutato di ripudiare la moglie o la concubina sarebbe stato privato dei propri benefici e che le donne che si fossero rifiutate di lasciare le case degli ecclesiastici sarebbero state deportate e messe in schiavitù. Anche nel 1129 vi fu un altro ammonimento a vivere una vita di celibato. Questi concili videro anche la partecipazione del re, che minò la proibizione di avere moglie o amante, permettendo il pagamento di una multa da versare alla corona per poterle mantenere e il cronacotecario Enrico di Huntingdon criticò aspramente William per non essersi opposto. Anche la festa dell'Immacolata Concezione fu permessa da questi concili.
William fu molto attivo anche nelle diocesi e s'interessò profondamente alla loro riforma. Un conflitto con Alessandro di Lincoln gli attirò di nuovo il biasimo di Enrico di Huntingdon, poi William sembra in un qualche modo venire eclissato nell'amministrazione ecclesiastica e a un certo punto nominò Roger di Salisbury, primo consigliere del re, Vescovo di Salisbury. William si occupò di riformare un convento di suore a Minster, stabilì un collegio per canonici regolari a Canterbury e si premurò d'avere una dichiarazione di obbedienza dal nuovo abate dell'Abbazia di Sant'Agostino. Come previsto la sua condizione di legato decadde alla morte di Onorio nel 1130, ma il suo successore papa Innocenzo II lo rinominò legato due anni dopo.
William si preoccupò anche della riforma del priorato di St. Martin a Dover. La chiesa era stata donata all'arcivescovado nel 1130 da Enrico e William aveva pianificato di installarvi dei canonici regolari. Quando, anni dopo, egli si trovò sul letto di morte, mandò dei canonici dal priorato di Merton perché s'installassero colà, ma quando giunsero a destinazione, accompagnati da due vescovi, l'accesso venne loro impedito dai monaci del capitolo, che dichiararono che St. Martin apparteneva ai monaci della cattedrale.
A livello architettonico William volle la costruzione del dongione del Castello di Rochester, la torre esiste ancora anche se manca sia del tetto sia del pavimento. Essa venne costruita con le pietre del muro di fortificazione fatto erigere da Gundulf di Rochester (morto il 7 marzo 1108) nella seconda metà del XI secolo. Il maschio non ebbe solo funzione difensiva ed offrì anche alloggi confortevoli, probabilmente pensati per ospitare gli arcivescovi in visita alla città. Nel 1127 la custodia del castello venne donata dal re a William e ai suoi successori e diede loro anche il diritto di fortificare il posto a piacere e di mettere come guarnigione uomini di loro scelta. Secondo alcuni storici questo gesto va inteso come il tentativo da una parte di garantirsi la fedeltà degli arcivescovi e dall'altra di garantire la difesa delle coste.

### Gli ultimi anni
Quando, nel 1135, Enrico I fu prossimo alla morte, William gli giurò che avrebbe appoggiato sua figlia Matilde d'Inghilterra per l'ascesa al trono. Quando però Enrico morì quello stesso anno, William incoronò Stefano I d'Inghilterra il 22 dicembre 1135, persuaso a fare ciò da Enrico di Blois, fratello di Stefano e vescovo di Winchester e Ruggero di Salisbury. I due vescovi argomentarono che Enrico non aveva nessun diritto di pretendere quel giuramento e, più ancora, poco prima di morire aveva liberato i vescovi e i baroni dal giuramento stesso, a testimonianza di questo fu chiamato Hugh Bigod, I conte di Norfolk, un funzionario reale. I contemporanei lo giudicarono in maniera diversa, chi lo vide come un avido e chi lo vide come un uomo di grande sobrietà e vi fu anche chi lo vide come uno spergiuro per aver tradito il proprio re, ma nessuno dubitò mai della sua pietà religiosa.
William non sopravvisse di molto a Enrico: morì il 21 novembre 1136 e venne poi sepolto nel transetto della Cattedrale di Canterbury.

## Genealogia episcopale e successione apostolica
La genealogia episcopale è:
- Arcivescovo Robert di Jumièges
- Vescovo Guglielmo il Normanno
- Arcivescovo Lanfranco di Canterbury
- Arcivescovo Tommaso di York
- Arcivescovo Anselmo d'Aosta
- Vescovo Richard de Belmeis
- Arcivescovo William de Corbeil

La successione apostolica è:
- Vescovo Alessandro di Lincoln (1123)
- Vescovo Goffredo di Bath (1123)
- Vescovo Seffrid Pelochin (1125)
- Vescovo Simone di Worcester (1125)
- Vescovo Giovanni I di Rochester (1125)
- Vescovo Gilberto Universalis (1128)
- Vescovo Enrico di Blois (1129)
- Vescovo Roger de Clinton (1129)
- Vescovo Robert de Bethune (1131)
- Vescovo Nigel di Ely (1133)